# Volvarina monice
Volvarina monice is een slakkensoort uit de familie van de Marginellidae. De wetenschappelijke naam van de soort is voor het eerst geldig gepubliceerd in 1996 door Díaz, Espinosa & Ortea.